# 6.8 Western
La 6.8 Western est une cartouche de carabine à percussion centrale conçue par Winchester Repeating Arms Company et Browning Arms Company. Introduit sur le marché en 2021 essentiellement comme une cartouche de chasse au gros gibier qui peut également être utilisée pour le tir sur cible à longue distance,.

## Histoire
En 1925, Winchester a présenté la .270 Winchester, connue à l'époque sous le nom de .270 WCF, basé sur le type Springfield 30-03 réduit à .277 "(6.8 mm). Bien que la .270 n'ait pas eu un succès immédiat, en quelques décennies, elle est devenue l'une des cartouches de chasse au gros gibier les plus populaires pour le gibier de taille moyenne dans le monde, en raison de son recul relativement doux et de sa trajectoire plate dans les distances de chasse habituelles. Chargé de balles spitzer de 130 grains, le .270 Winchester atteint une vitesse initiale de 3 100 pieds par seconde avec un canon de 24 pouces, ce qui se traduit par une portée maximale d'environ 337 mètres pour un tir au centre d'une cible de 8 pouces de diamètre.
Sans autres concurrents que la .270 Weatherby Magnum (en), la .270 Winchester est restée la cartouche la plus populaire de sa catégorie pendant près d'un siècle. En 2002, Winchester a présenté la .270 Winchester Short Magnum (en), dans le cadre de sa nouvelle gamme de cartouches Short Magnum, qui était plus rapide de 200 pieds par seconde, ce qui se traduisait par une trajectoire plus plate et un MPBR étendu d'environ 50 mètres, mais avec l'avantage d'être chambrée pour une cartouche courte similaire à la taille de la .308 Winchester. Cependant, cette cartouche a été conçue pour tirer des balles de 110 à 160 grains à stabiliser par des canons rayés 1:10, similaires au .270 Win.
En 2007, Hornady a lancé son nouveau 6.5 Creedmoor, également conçu pour être alimenté à partir d'un mécanisme à action courte. Mais pensée comme une cartouche de compétition sur banc plutôt qu'une cartouche de chasse, elle est conçue pour tirer des balles lourdes de calibre élevé BC qui ont besoin d'une torsion plus rapide pour être stabilisées. Néanmoins, elle commence à gagner des adeptes parmi les chasseurs pour devenir l'un des calibres de chasse au gros gibier les plus populaires de l'époque, principalement en raison du développement de télémètres abordables, qui réduisent les avantages des trajectoires plates dans des distances moyennes car le tireur n'a plus besoin de « deviner » les distances.
Sur la base de cette nouvelle tendance du marché pour les balles à coefficient balistique élevé, les canons à pas de rayure court et les courts reculs, Winchester, en collaboration avec Browning, a conçu le 6.8 Western comme une nouvelle alternative.

## Conception de la cartouche
Le 6.8 Western est essentiellement un étui .270 Winchester Short Magnum (en) avec un étranglement légèrement allongé (réduisant la capacité maximale de poudre de l'étui) qui nécessite un canon avec un pas de rayure de 1:8 pour stabiliser les balles de 165 à 175 grains,.

## Performance
Avec une balle de 165 grains, le 6.8 Western est capable d'atteindre la vitesse initiale d'un .270 Winchester chargé d'une balle de 150 grains. Néanmoins, le coefficient balistique plus élevé du 6.8 Western se traduit par une trajectoire plus plate à des distances supérieures à 600 mètres, ce qui peut être controversé à la chasse.
Centré à 3 pouces au dessus à 100 mètres, son coefficient balistique sera de 4 pouces plus bas à 300 mètres et de 54 pouces plus bas à 600 mètres en conservant toujours 1500 pied/livre, tandis qu'un .270 Winchester à 130 grains conservera environ 1200 pied/livre et un 180 grains .300 Win Mag environ 2000 pied/livre à la même distance.

## Utilisation sportive
La 6.8 Western est une cartouche adéquate pour chasser les espèces de gros gibier de taille moyenne comme le cerf de Virginie et le cerf mulet jusqu'à des distances considérables. En raison de son BC élevé et de sa densité de section, il convient également aux wapitis et même aux orignaux. La possibilité de chambrer cette cartouche dans des carabines à action courte ainsi que sa capacité à ignorer efficacement les vents de travers en font une très bonne option pour la chasse en montagne.